# 彭慶圖
彭慶圖（？年—？年），字伯龍，號羲河，建阳卫军籍太平府当涂县人。明末政治人物。

## 生平
崇祯三年（1630年）庚午科应天府乡试第九十七名舉人，崇祯七年（1634年）甲戌科三甲五十四名进士，通政司观政，本年六月授海宁县知县，九年本省同考，十年调任，十一年调大田县，十三年升刑部广东司主事，本年六月湖广恤刑，十四年京察罢歸。

## 家族
曾祖彭直。祖彭舆。父彭泽，府庠增广生。